# 明朝藩王列表 (齊王系)
本頁面列出明朝自明太祖分封的齊國藩王。

## 齊國
| 洪武十五年（1382年）封于山东青州府 |          |                      |                               | |
| 稱號                               | 國君姓名 | 關係                 | 在位年數                      | 註記 |
| 齊恭王                             | 朱榑     | 朱元璋、庶七子       | 1370年－1399年 1403年－1406年 | 丙午年（元至正二十六年）十一月二十九日生，母达定妃。洪武三年四月初七封。洪武十五年十月二十日就藩山东青州府。建文二年召至京，廢為庶人。永樂元年複封。永乐四年奪爵，安置廬州。宣德三年因嫌与長子并暴卒。在位三十四年，寿六十二。幼子朱贤爀废為庶人，移南京，封除。隆武二年四月追諡。妃吴氏，安陆侯吴复女，继妃邓氏，卫国公邓愈女。 |
| 齊宗長                             | 朱智墭   | 父不詳，齊恭王七世孫 |                               | 南明弘光中已擔任齊王家族宗長。曾受邀請擔任齊王繼承祖先爵位，但拒絕。 |

### 樂安國
| 洪武三十五年（1402年）八月封。 |          |              |               | |
| 稱號                           | 國君姓名 | 關係         | 在位年數      | 註記                                                                                                 |
| 樂安悼隱王                     | 朱賢烶   | 朱榑、庶一子 | 1402年—1406年 | 諡據《弇山堂別集》。洪武三十五年八月封，永樂三年八月，召至京师，并废为庶人，宣德三年以嫌与父弟暴卒。 |

### 長山國
| 洪武三十五年（1402年）八月封。 |          |              |               |                                                                            |
| 稱號                           | 國君姓名 | 關係         | 在位年數      | 註記                                                                       |
| 長山敏順王                     | 朱賢焌   | 朱榑、庶二子 | 1402年—1406年 | 洪武三十五年八月封。永樂三年八月，召至京師，並廢為庶人，永樂十一年正月卒。 |

### 平原國
| 洪武三十五年（1402年）八月封。 |          |              |               |                                                                                  |
| 稱號                           | 國君姓名 | 關係         | 在位年數      | 註記                                                                             |
| 平原王                         | 朱賢𤍘   | 朱榑、庶三子 | 1402年—1406年 | 洪武三十五年八月封。永樂三年八月，召至京師，並廢為庶人，宣德三年以嫌與父兄暴卒。 |